# Place Gaston-Bussière
La place Gaston-Bussière est un carrefour central de Sevran. Elle s'appelait avant-guerre place de Sevran.

## Situation et accès

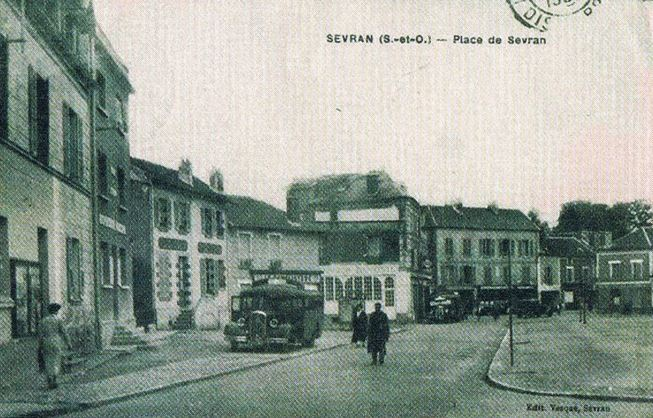
Sevran: La place de Sevran.

Cette place se trouve sur un des axes majeurs de la ville, formé de l'avenue du Général-Leclerc (anciennement route d'Aulnay) à l'ouest et la rue Lucien-Sportiss à l'est, voie bâtie depuis le début du XVIIe siècle au moins. Y aboutit aussi la rue Gabriel-Péri (anciennement rue de Villepinte), orientée nord-sud.
Elle est accessible par la gare de Sevran - Livry.

## Origine du nom

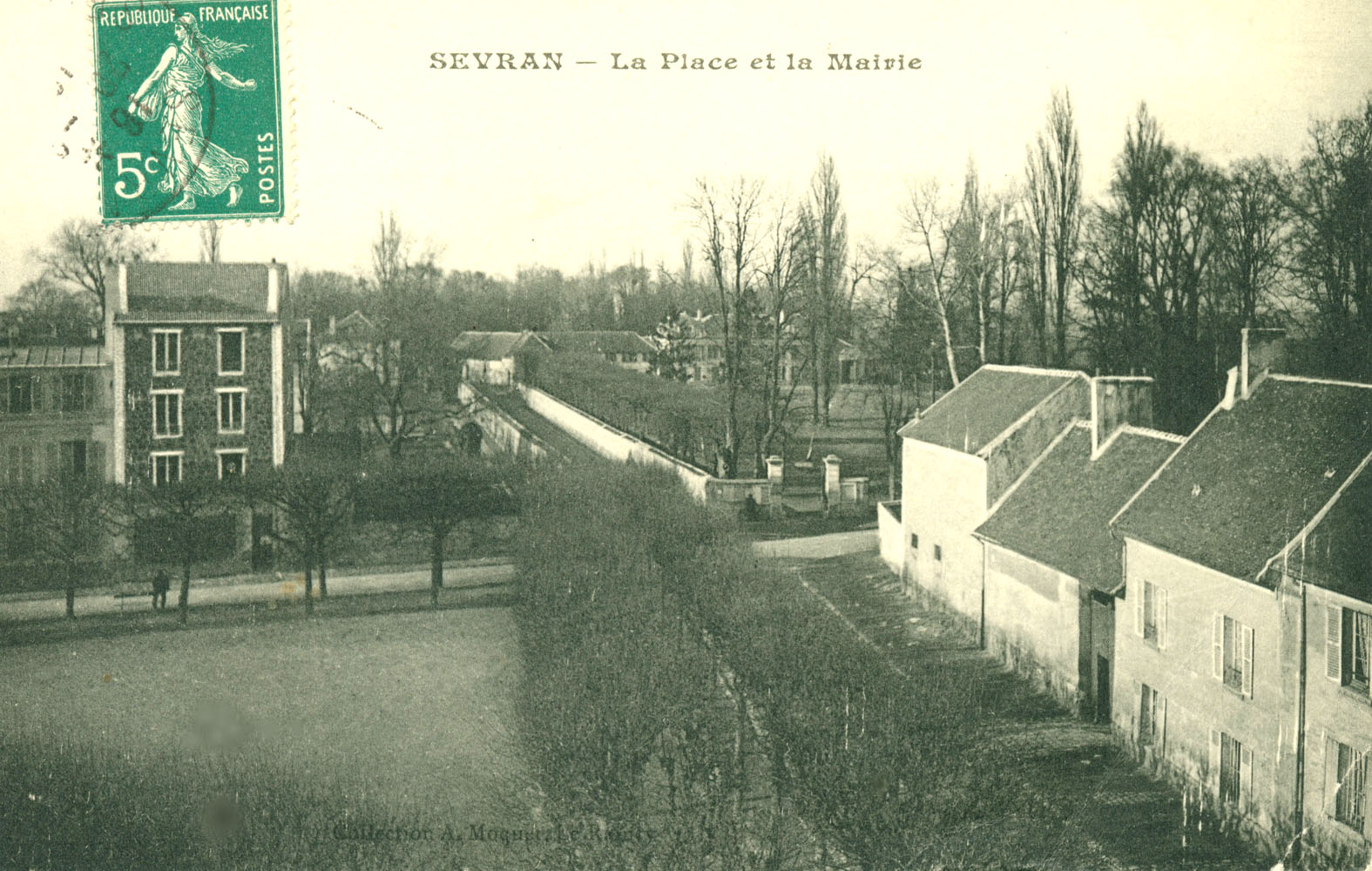
L'ancienne mairie, dans la direction de la rue Roger-Le-Maner.

On donne à cet endroit, autrefois, le nom de place de Sevran. Elle fut plus tard appelée place du Marché, puis place Henri-Barbusse en 1935,.
La commune, en hommage à Gaston Bussière, maire de la commune, fusillé le 21 septembre 1942 comme otage au Mont-Valérien, a renommé après-guerre la place principale de la ville.

## Historique

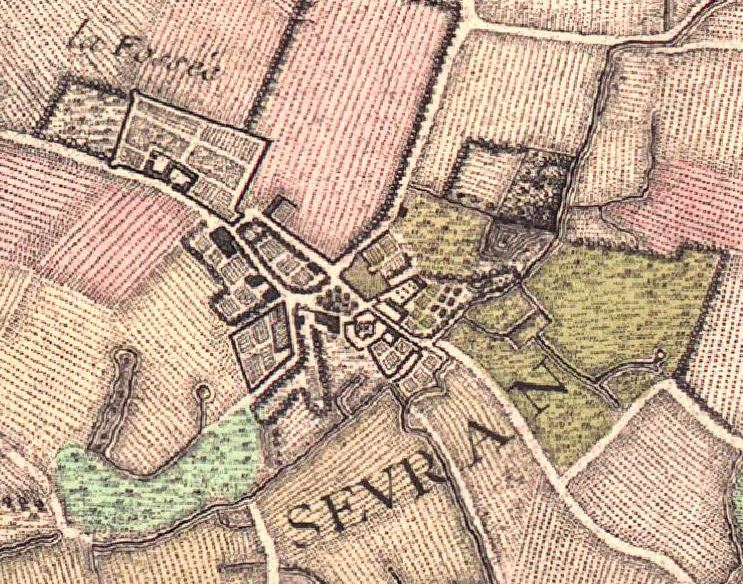
Le centre de Sevran sur la carte de Delagrive, en 1740.

La place Gaston-Bussière est visible sur le plan de l'abbé Delagrive, réalisé en 1740. Comme maintenant, c'est une parcelle triangulaire, arborée, située sur une voie déjà ancienne, dans le centre du bourg.
Bien plus tard, c'est de cette place que le 27 août 1944, partirent les coups de feu qui tuèrent le résistant Bruno Bancher.

## Bâtiments remarquables et lieux de mémoire

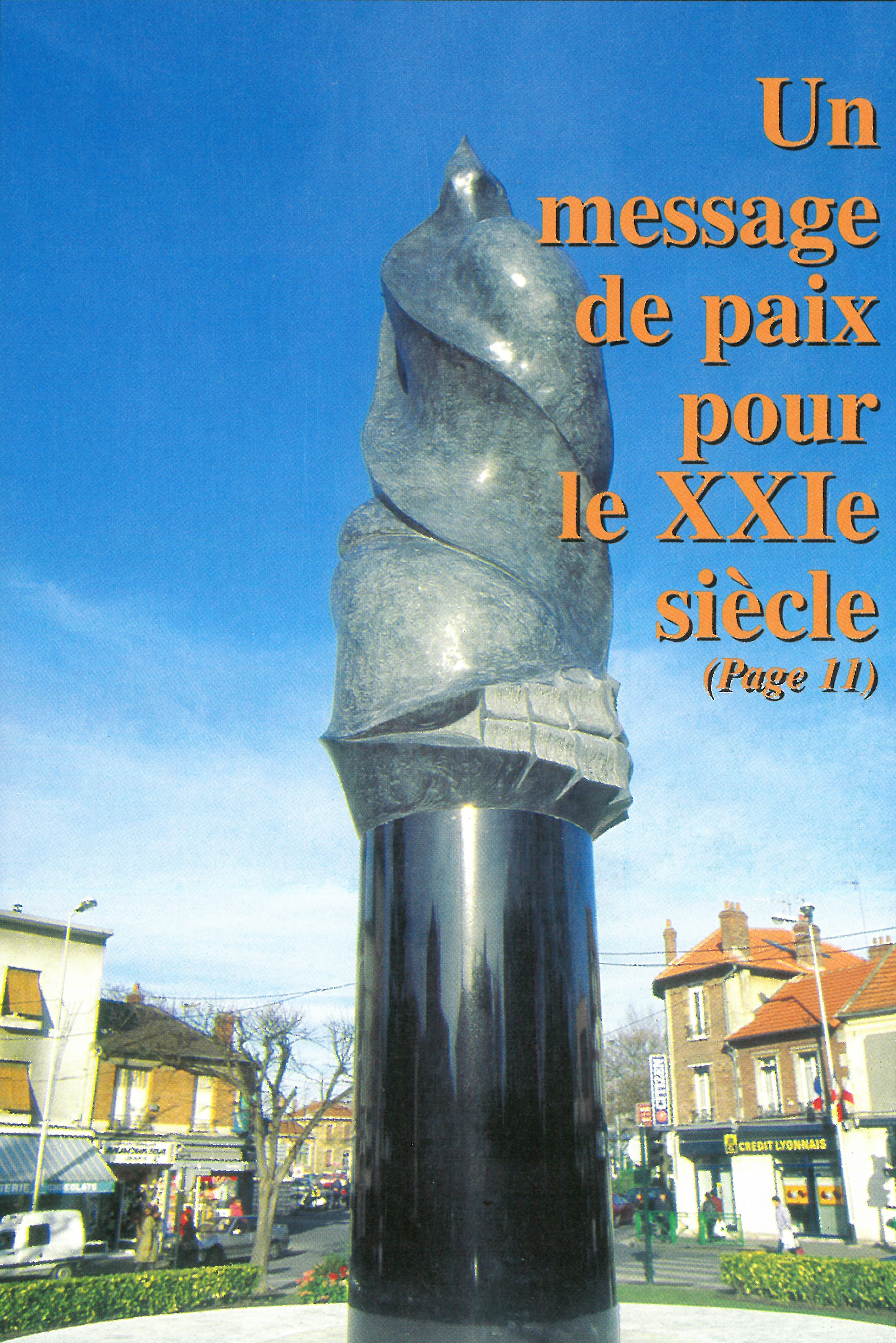
L’Élévation, Sevran.

- Église Saint-Martin de Sevran. Un sanctuaire mérovingien se trouvait à cet emplacement.
- Sculpture en bronze intitulée "Élévation", œuvre de Christian Kazan et inaugurée en décembre 1996, en hommage à Alfred Nobel[7].
- À proximité, le parc des Sœurs, partie d'un domaine ayant appartenu aux seigneurs de Sevran, de Sailly, Maheut et Bergeon.
- Tous les ans s'y tient le marché de Noël de la ville[8].
- Emplacement de l'ancienne mairie de la ville.